# Хендерсон, Джеки
Джон Гиллеспи Хендерсон (англ. John Gillespi Henderson 17 января 1932[…], Бишопбриггс, Ланаркшир — 26 января 2005, Пул, Юго-Западная Англия) — шотландский футболист, игрок сборной Шотландии.

## Карьера
Хендерсон родился в Глазго в 1932 году и начал играть в футбол в юности в команде своей церкви в Бишопбриггсе и в клубе «Kirkintilloch Boys Club». Он подписал контракт с «Портсмутом» в 17-летнем возрасте и после прохождения национальной службы в Королевском армейском садовом корпусе дебютировал за первую команду против «Сандерленда» в сентябре 1951 года. Сначала он играл на позиции центрального нападающего, но впоследствии выходил на позиции крайнего нападающего и на левом фланге. Игра Хендерсона в «Портсмуте» вскоре привлекла внимание руководства сборной Шотландии. Физический игрок, известный своим темпом, быстрыми кроссами и хорошим ударом с двух ног, он регулярно забивал голы на протяжении семи лет игры в «Портсмуте».
В марте 1958 года перешёл  в «Вулверхэмптон Уондерерс», где сыграл девять игр и забил три мяча. 
В том же году перешёл в «Арсенал», сумма трансфера составила 20 000 фунтов стерлингов. В составе «канониров» отыграл четыре сезонов, завоевав по итогам сезона 1958/59 бронзовые медали. В январе 1962 года перешёл в «Фулхэм», где отыграл два сезона. В последующие годы играл за «Пул Таун» и «Дорчестер Таун», в котором закончил игровую карьеру.

### Смерть
Скончался 26 января 2005 года в возрасте 73 лет.